# 煙雨凄迷
《煙雨凄迷》，由潘偉源填詞、黎小田作曲及編曲、陳百強演唱，1988年面世，收錄於陳百強的同名專輯（又名《神仙也移民》）中；並獲選為十大中文金曲及十大勁歌金曲。

## 創作背景和音樂特徵
黎小田曾表示因為沒收過唱片公司的邀請，沒有機會為陳百強寫歌，直到1987年一次二人結伴玩樂、後者提起此事，才產生這次合作。
《煙雨凄迷》是一首悲傷的抒情曲，異於另一主打歌《神仙也移民》，走的是陳百強以往較受歡迎的路線；並以A小調寫成，4/4節拍，音域廣闊，演繹的情緒起伏大。
取歌名的時候，陳百強因為瓊瑤的小説《煙雨濛濛》，在「昏暗街頭」和「煙雨凄迷」之間選了後者

## 反響和評價
此曲派台後成為香港電台「中文歌曲龍虎榜」的一周冠軍歌
和勁歌金曲第一季季選金曲；並於該年度的樂壇頒獎禮上獲得十大中文金曲獎
，以及十大勁歌金曲。
普遍被視之為專輯最突出的歌曲以至陳百強在迪生唱片時期的代表作 
詞評人朱耀偉認為，詞境雖「人工化」、「如音樂錄影帶的製作」，但與詞意相配，無生硬感。。

《大公報》藝文專欄作者耶生：
「昏暗街頭，你似夢幻般飄近」的一段音樂，潘偉源的詞寫出了音樂要表達的迷茫與突然，尤其從「街頭」到「你似」的那個轉折，從驀然低回的低音，赫然生變，高亢的fa音表達出一絲希望，猶如在山洞中見到一絲曙光。

音響雜誌《影音風雲》：
《煙雨凄迷》寫來真有「隱隱多情鬱鬱終」的感覺，從「一天一天」開始這句，就有這種基本法則在。

## 其他
- 音樂錄影帶由小美編導[14]。

- 色士風過門音樂由黎學斌演奏[1]。

## 翻唱版本
| 年份 | 歌手   | 場合/專輯                                          |
| ---- | ------ | -------------------------------------------------- |
| 1988 | 鍾鎮濤 | 無線電視「白金巨星耀保良」                         |
| 1994 | 鍾鎮濤 | 陳百強金曲紀念演唱會                               |
| 2013 | 韋雄   | Youtube Philip Wei 韋雄                            |
| 2014 | 陳果   | 《喝彩》專輯                                       |
| 2018 | 關淑怡 | 高歌陳百強演唱會                                   |
| 2018 | 朱紫嬈 | 《Remembering...想您》專輯                         |
| 2019 | 莫鎮賢 | 無線電視「流行經典50年」                           |
| 2019 | 谷婭溦 | 無線電視「2019年度勁歌金曲頒獎典禮」(向黎小田致敬) |
| 2020 | 杜德偉 | To小田With Love Forever音樂會                      |
| 2020 | 林家謙 | 無線電視「流行經典50年」                           |
| 2021 | 徐偉賢 | 「音樂永續」計劃                                   |
| 2023 | 鄭梓浩 | 無線電視「中年好聲音2」                            |
| 2024 | 羅金榮 | 潘偉源x好聲音源源不絕作品演唱會                    |